# Treviso
För andra betydelser, se Treviso (olika betydelser).
Treviso är en stad och kommun i regionen Veneto i nordöstra Italien. Treviso är huvudort i provinsen med samma namn och är belägen cirka 30 km norr om Venedig. Kommunen hade 85 879 invånare (31-07-2022) och gränsar till kommunerna Carbonera, Casier, Paese, Ponzano Veneto, Preganziol, Quinto di Treviso, Silea, Villorba och Zero Branco.
I staden har det kända klädföretaget Benetton sitt huvudkontor.
Stadsmuseet Museo di Santa Caterina inryms i en byggnad som tidigare varit kyrka och kloster.
Vissa flygbolag hänvisar till Trevisos flygplats som "Venedig Treviso Airport" eftersom flygplatsen ligger relativt nära Venedig.